# Aleksandr Panjinski
Aleksandr Panjinski (n. 16 martie 1989, Habarovsk, RSFS Rusă, URSS) este un schior de fond ce a reprezentat Rusia, medaliat olimpic. A participat la două ediții ale Jocurilor Olimpice (2010, 2018) în care a câștigat o medalie de argint.